# Ellen Smith Tupper

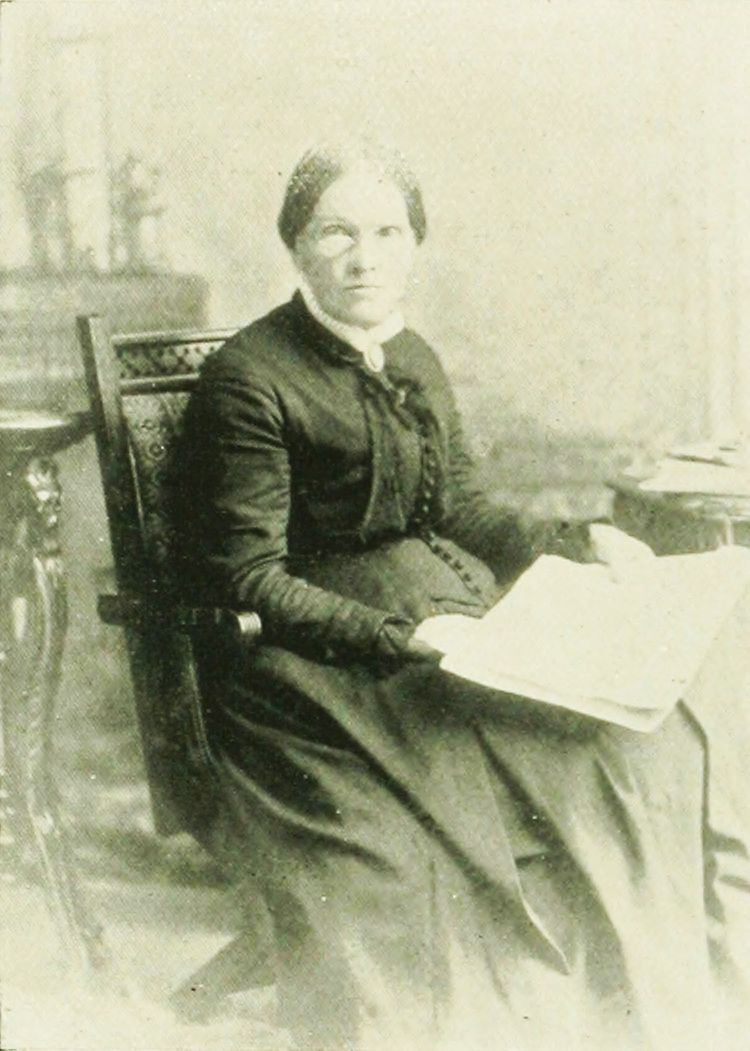
Ellen Smith Tupper

Ellen Smith Tupper (* 9. April 1822 in Providence, USA; † 12. März 1888 in El Paso, Texas) war eine US-amerikanische Bienenkundlerin und Autorin. Sie war 1869 die erste Herausgeberin einer entomologischen Zeitschrift, war eine der ersten Dozentinnen an einer landwirtschaftlichen Hochschule und eines der ersten Mitglieder einer entomologischen Gesellschaft.

## Leben und Werk
Tupper war das älteste Kind von Noah Smith und Hannah Draper Wheaton Smith. Ihre Mutter war die Schwester des amerikanischen Politikers Henry Wheaton und starb früh. Im Alter von elf Jahren zog sie mit ihren Eltern und Geschwistern nach Calais (Maine). Sie besuchte zwei Jahre lang die örtliche Schule in Calais, wo sie auch gute Kenntnisse der deutschen und französischen Sprache erlangte. Zusammen mit ihrem Bruder Lames Wheaton Smith studierte sie an der Brown University. Im Alter von 16 Jahren schrieb sie mehrere Artikel für verschiedene Zeitschriften und einer ihrer Artikel wurde im Wettbewerb mit 50 Autoren mit einem Preis ausgezeichnet.

## Unterrichtstätigkeit
1843 heiratete sie den Kaufmann Allen Tupper, mit dem sie elf Kinder bekam. 1844 zog sie mit ihrem Ehemann nach Houlton, wo sie zu den ersten Siedlern gehörten. Dort leitete sie zwei Sabbatschulen, in denen sie unterrichtete.
1851 zog sie mit ihrer Familie nach Iowa. Sie gründete mit ihrem Mann im nächsten Jahr eine Farm in Brighton (Iowa) und ihr Mann investierte in Holz und Dampfsägewerke. Infolge einer Choleraepidemie starben ihr Sohn und eine Tochter. 1855 und 1858 wurden 2 Töchter und später 4 weitere Kinder geboren. Sie arbeitete einige Zeit als Lehrerin in einer nahen gelegenen Schule und später in ihrem Haus, als die Schule geschlossen wurde.
Ende der 1850er Jahre geriet das Geschäft ihres Mannes in Schwierigkeiten. Sein Gesundheitszustand verschlechterte sich und er war nicht in der Lage, seinen Geschäften nachzugehen. Teile der Farm in Brighton mussten sie um 1857 verkaufen. Zu dieser Zeit besuchte Tupper das damals neu gegründeten Iowa Agricultural College und präsentierte ihre Stickereien zum Verkauf.

## Bienenzucht, Italian Bee Company und Veröffentlichungen
1857 begann sie sich mit 2 Bienenstöcken mit der Theorie und Praxis der Bienenzucht zu beschäftigen. In den frühen 1860er Jahren begann sie Honig aus ihrer Bienenzucht zu verkaufen. Während des amerikanischen Bürgerkriegs brachen die Zuckervorräte zusammen und die Preise für affinierten Zucker stiegen in den Nordstaaten sprunghaft an. Bereits 1863, noch während des Bürgerkriegs, besaß sie 56 Völker gewöhnlicher Bienen und 2 Bestände italienischer Bienen.
1961 schrieb sie kurze Artikel über ihre ersten Erfahrungen in der Bienenzucht, die in einer lokalen Zeitung veröffentlicht wurden. 1862 reichte sie den Aufsatz über Bienen ein, der auf der Illinois State Fair im September dieses Jahres präsentiert werden sollte, und gewann damit den ersten Preis. Der 23 Seiten lange Aufsatz wurde später im Neunten Bericht der State Agricultural Society abgedruckt. Am Ende des Aufsatzes ermutigte sie insbesondere Frauen und Jugendliche, „sich theoretisch und praktisch mit diesem interessanten und ertragreichsten Zweig der Landwirtschaft vertraut zu machen“. In den folgenden Jahren erschienen in diesen Staatsberichten weitere von Tupper verfasste Berichte über die Bienenhaltung. Mehrere ihrer Aufsätze wurden in den folgenden Jahren nachgedruckt, darunter beispielsweise Neuveröffentlichungen, die im British Bee Journal erschienen. 1865 schrieb sie einen Artikel über Bienen für den United States Agricultural Report, der als der beste je publizierte Artikel der Abteilung bezeichnet wurde. Sie wurde Redaktionsassistentin des United States Agricultural Report und schrieb über Bienenkultur und behandelte Themen wie „Bienenhaltung im Westen“, „Honigressourcen“ und „Lagerung überschüssigen Honigs“. Sie schrieb Artikel für den National Agriculturist, das Bee Keepers Magazin, the New York Tribune, das National Bee Journal und Colmans Rural World.
Im März 1869 wurde sie Herausgeberin des The Bee-Keepers' Journal und dann Herausgeberin unter dem neu konsolidierten Titel The Bee-Keepers' Journal and National Agriculturist. 
Sie begann auch einen umfangreichen Briefwechsel mit deutschen Imkern, wie August von Berlepsch, mit dem sie durch Briefe kommunizierte, die sie mit seiner Frau Lina von Berlepsch austauschte. 
1870 engagierte sich Tupper stärker in den amerikanischen Imkervereinigungen. 1871 nahm sie an der North American Bee-Keepers Convention in Cleveland teil. 1872 hielt die North American Bee‐Association einen Kongress im Repräsentantenhaus von Indianapolis ab. Bei diesem Treffen wurde sie zusammen mit anderen international bekannten Imkern als Ehrenmitglied in die Gesellschaft aufgenommen.
1872 gründete sie mit Annie Nowlin Savery die Italian Bee Company. Mit einem Agenten am Comer See in Italien erhielt sie italienische Bienenköniginnen, um diese im Mittleren Westen der USA zu importieren und zu verkaufen. Bald geriet die Italian Bee Company in erhebliche finanzielle Schwierigkeiten, da die Verluste an Bienenköniginnen bei Transporten von Europa nach Amerika zunahmen. Darüber hinaus wurde in diesen Jahren auch das Honiggeschäft selbst weniger profitabel, da nach dem amerikanischen Bürgerkrieg die Zuckerpreise rapide zu sinken begannen. Bereits im Januar 1873 trennten sich die Geschäftspartnerinnen und Tupper erhielt Saverys Geschäftsanteil. Im März 1873 brannte ihr Haus mit ihren Bienenstöcken aus. Obwohl sie 2.400 $ von einer Versicherung erhalten hatte, befand sie sich in finanziellen Schwierigkeiten.
Ihre geschäftlichen Aktivitäten als Imkerin, insbesondere das Schreiben von Artikeln über Bienenkultur, und ihre Arbeit als Dozentin für das Iowa Agricultural College brachten Tupper bald in engeren Kontakt mit anderen Zweigen der Suffragettenbewegung. Im Herbst 1873 besuchte Tupper das Iowa Agricultural College. Während sie dort einen ihrer regelmäßigen Vorträge über Bienenkultur hielt, wurde die Suffragistin Martha Callanan eingeladen, einen Vortrag über „Verlorene Rechte der Frau“ zu halten. Eine Berichterstattung über die gemeinsame Rückreise von Tupper und Callanan nach Des Moines im Women’s Journal führte Tupper in die Suffragettenliteratur ein.
Finanzielle Schwierigkeiten beendeten die meisten ihrer geschäftlichen Unternehmungen. Sie wurde wegen der Fälschung von bei mehreren Banken vorgelegten Banknoten inhaftiert und anschließend wegen Wahnsinn freigesprochen.
1884 reiste sie durch Kalifornien und im Sommer 1887 unternahm sie auf Einladung des Managers des Pacific Line-Dampfers Aneon eine Reise nach Alaska, wo sie einige Zeit blieb und über ihre Reise schrieb. Möglicherweise schrieb sie nach ihrem Prozess weiterhin unter verschiedenen Pseudonymen.
Tupper starb 1888 im Alter von 65 Jahren an einer Herzerkrankung in El Paso, als sie dort bei ihrer Tochter Margaret Tupper True zu Besuch war. Ihr Grab befindet sich in Sioux Falls, South Dakota.